# Phaiomys leucurus
Phaiomys leucurus (Blyth, 1863) è un roditore della famiglia dei Cricetidi, unica specie del genere Phaiomys (Blyth, 1863), diffuso nell'Ecozona orientale.

## Descrizione

### Dimensioni
Roditore di piccole dimensioni, con la lunghezza della testa e del corpo tra 98 e 128 mm, la lunghezza della coda tra 26 e 35 mm, la lunghezza del piede tra 16 e 19 mm, la lunghezza delle orecchie tra 10 e 13 mm.

### Caratteristiche craniche e dentarie
Il cranio è relativamente largo, le bolle timpaniche sono fortemente dilatate. La struttura dei molari è ridotta, in maniera simile al genere Arvicola, con il primo molare inferiore fornito di soltanto tre triangoli davanti al prisma posteriore.
Sono caratterizzati dalla seguente formula dentaria:

### Aspetto
Le parti dorsali sono bruno-giallastre chiare, più chiare sui fianchi, mentre le parti inferiori sono grigio-giallastre. Gli occhi sono piccoli, le orecchie sono parzialmente nascoste nella pelliccia. Gli artigli sono allungati. Il dorso delle zampe è bianco-giallastro chiaro. La coda è tozza, interamente bruno-giallastra e spesso cosparsa di lunghi peli. 

## Biologia

### Comportamento
È una specie fossoria e diurna. Preferisce zone montane rocciose con aree erbose sparse che si ricoprono completamente di neve durante i periodi più freddi. Vive in colonie e scava tane profonde, particolarmente sulle sponde di fiumi e laghi. È stata inoltre osservata rifugiarsi tra crepacci rocciosi.

### Alimentazione
Si nutre di parti vegetali.

### Riproduzione
Una femmina catturata aveva sette embrioni.

## Distribuzione e habitat
Questa specie è diffusa nell'India settentrionale, nel Nepal occidentale ed orientale e nelle province cinesi dello Xizang, Xinjiang meridionale e del Qinghai.
Vive nelle foreste temperate, negli ambienti erbosi d'alta quota, particolarmente lungo i corsi d'acqua sopra i 4.500 metri di altitudine.

## Conservazione
La IUCN Red List, considerato il vasto areale e la popolazione presumibilmente numerosa, classifica P.leucurus come specie a rischio minimo (Least Concern).